# Humberto Coelho
Pour les articles homonymes, voir Coelho.
Humberto Coelho est un footballeur portugais né le 20 avril 1950 à Cedofeita. Il évoluait au poste de défenseur central. Il est aujourd'hui reconverti entraîneur.

## Biographie

### En club
Humberto Coelho commence sa carrière de footballeur tout près de son village d'enfance, dans le petit club voisin de Ramaldense FC, où il évolue entre 1964 et 1966. Le fort intérêt du Benfica Lisbonne, l'incite à quitter le petit club de football local pour le meilleur club portugais à cette époque. Ses fortes performances au plus petit niveau lui permettent ainsi de rejoindre l'équipe junior du Benfica. Il fait fureur chez les jeunes. Deux ans depuis son arrivée, il est directement promu dans l'effectif pro, et ceci dès le début de la saison 1968/69. Pour sa première saison, l'entraîneur Otto Glória lui fait confiance, et il dispute à seulement dix huit ans, vingt-six rencontres, dans un des meilleurs clubs d’Europe à cette époque.
Les années s’accélèrent tout comme les trophées d'ailleurs : Humberto accumule les titres de champion, tout comme les titres de Coupe du Portugal. Il continue de jouer malgré le fait de n'avoir toujours pas marqué son premier but avec Benfica. Il parvient à arriver en sélection nationale en 1968 alors qu'il n'a pas encore 19 ans. Il devient alors l'icône d'un peuple, du club, mais des aigles surtout, car il fait sensation chaque année et particulièrement lors de la saison 1972/73 ou il inscrit sept buts en vingt-sept rencontres (ce qui reste très rare pour un défenseur). Cette saison est aussi marquante car le Benfica réalise vingt huit victoires pour deux matchs nuls seulement. Les saisons s'accélèrent et Humberto Coelho reste un titulaire régulier de l'équipe. Il est l’un des meilleurs défenseurs centraux du football portugais et européen de la génération 1970, et même aujourd'hui il reste une icône et un des plus grands défenseurs de toute l'histoire de la sélection portugaise et du Benfica de la grande époque. Ce qui lui vaut de remporter le titre de footballeur portugais de l'année 1974.
Après tant d'années glorieuses au niveau international et national avec les Aigles, il tente une aventure à l'étranger, et c'est en France qu'il se dirige. Il signe avec le club de la capitale française, le Paris Saint-Germain. Malgré une mauvaise saison des parisiens d'un point de vue du championnat, Humberto lui fait son boulot et montre qu'on peut compter sur lui. Lors de sa première saison, il inscrit six buts en trente trois rencontres. Il reste une seconde saison, où il ne joue que neuf rencontres pour un but.
Humberto Coelho tente ensuite une aventure aux États-Unis, comme beaucoup d'autres joueurs portugais de son époque. Il rejoint ainsi son ancien coéquipier de Benfica, Eusébio, avec qui il a représenté tant d'années le Benfica au plus haut niveau. Mais aussi d'autres stars qui sont parties tenter l'aventure américaine, comme l'allemand Franz Beckenbauer. 
Le Paris Saint Germain l'envoie ainsi en prêt au Las Vegas Quicksilvers. Humberto Coelho dispute la totalité de la North American Soccer League (NASL). Son club ne réalise pas un bon parcours car il ne s'extirpe pas de la poule sud de la conférence pacifique. Humberto Coelho joue tout de même vingt deux rencontres et inscrit trois buts, ce qui n'empêche pas son club d'obtenir la dernière place du championnat.
Ses aventures en France et aux États-Unis terminées, il revient au Portugal, au club où il a explosé : le Benfica Lisbonne. Il reprend sa place de titulaire qu'il avait occupée tant d'années avec le Glorioso. Il accumule les saisons où il est pratiquement toujours titulaire en alignant vingt-neuf rencontres pour sept buts en 1978/79 et trente rencontres pour sept buts encore en 1979/80. Il participe aussi a une finale de Coupe d'Europe en 1983 contre Anderlecht, où il est lui-même capitaine. Il ne parvient cependant pas à ramener le trophée à la maison, s'inclinant en finale face au club belge (1-0 lors du match aller puis 1-1 lors du match retour). Après cette défaite en finale, Humberto Coelho perd sa place de titulaire et il ne joue désormais que rarement : ainsi il dispute seulement deux rencontres pour un but en 1983/84 ce qui l'éloigne définitivement de la sélection nationale. La saison suivante, il ne joue plus du tout, et par la même occasion il prend sa retraite de footballeur avant de tenter une aventure d'entraîneur.

### En sélection nationale
Titulaire avec le Benfica à tout juste dix huit ans, et titulaire dans un des plus grands clubs européens de cette époque, il reçoit sa première sélection avec la Seleção das Quinas, le 27 octobre 1968, où il entre en tout début de deuxième mi-temps contre la Roumanie.
Il se fait ensuite de plus en plus appeler en sélection en devenant un titulaire indiscutable en défense centrale. Ainsi dès sa deuxième rencontre internationale, il enchaîne les matchs en tant que titulaire. Il inscrit son premier but lors de sa cinquième sélection contre l'Italie (1-2) en match amical.
Coelho se crée un nom avec le Portugal, lors de la Coupe de l'Indépendance du Brésil, ou le Portugal gagne pratiquement presque tous les matches, son équipe échouant aux portes de la finale contre le Brésil. Humberto Coelho inscrit 2 buts lors de cette compétition.
Par la suite, il est l'un des joueurs clés de la sélection portugaise en jouant les tours préliminaires de la Coupe du monde 1970, puis de la Coupe du monde 1974, 1978 et 1982, tout comme les éliminatoires du championnat d'Europe.
Il inscrit son premier -et dernier- doublé en sélection contre l'équipe d'Israël (3-0), match comptant pour les tours préliminaires de la Coupe du monde 1982. Jusqu'à sa dernière sélection, il restera un titulaire indiscutable en équipe du Portugal. Il fête sa dernière sélection le 27 avril 1983 lors d'une rencontre contre l'Union Soviétique, match perdu par cinq buts à zéro. 
Au total, il reçoit soixante trois sélections et inscrit sept buts avec le Portugal entre 1968 et 1983. Il est et restera l'un des plus grands défenseurs qu'aura connu le Portugal.
Pour l'anecdote, il aura été sélectionné dans l'équipe des meilleurs joueurs européens lors d'un match pour l'UNICEF.

### Carrière d'entraîneur
Après une carrière riche en couleurs, il encaisse le brassard de "Treinador" (entraîneur) au SC Salgueiros. Il hisse le club à la 11e place du championnat de première division. Il ne restera qu'une seule saison avec le club de Porto.
Sa deuxième saison d’entraîneur se déroule du côté du Sporting Braga. A Braga, Humberto Coelho réalise un début de saison très laborieux, ce qui lui vaut un limogeage après la 18e journée. Cette journée est marquée par une nouvelle défaite dans les dernières minutes (0-1) sur le terrain du Rio Ave. Le Sporting Braga est alors 14e à la lutte pour le maintien.
En 1996, étant l'un des plus grands joueurs du Benfica Lisbonne, on lui propose de se porter candidat à la présidence du club, mais il décline cette proposition.
Humberto Coelho reprend par la suite son travail d'entraîneur, mais cette fois-ci comme sélectionneur. Il devient ainsi le nouveau sélectionneur de l'équipe du Portugal, prenant la succession d'Artur Jorge. Il arrive à la tête de l'équipe nationale sans avoir entraîné depuis dix ans, et encore moins dirigé une équipe nationale. Son premier match a lieu contre l'Angleterre. Même si c'est un match amical, ceci est un échec qui se termine sur une lourde défaite (0-3). Néanmoins, Coelho fait quand même les beaux jours de son pays, en alignant par la suite la même année une série de six victoires en sept matches. Il ne perd pas espoir et qualifie finalement le Portugal pour l'Euro 2000. 
Lors de l'Euro, Coelho réalise un excellent parcours, en battant l'Angleterre à l'arraché (3-2), et encore plus surprenant, en prenant le dessus sur l'Allemagne avec un lourd score de 3-0. Le conte de fée s'arrête en demi-finale, contre la France, où le Portugal s'incline 1-2 après prolongation.
Après son énorme parcours avec le Portugal, il prend en main la sélection du Maroc, où il connaît des débuts difficiles avec une défaite (0-2) contre le Gabon, le 2 septembre 2000. Humberto Coelho réalisera un parcours mitigée avec le Maroc. Il parvient néanmoins à qualifier le Maroc pour la CAN 2002. Les Lions de l'Atlas ne parviennent cependant pas à sortir de la phase de groupe. Ceci est un échec, loin des espérances initialement prévues par les dirigeants marocains.
Son aventure avec le Maroc terminée, Humberto Coelho succède à Guus Hiddink au poste de sélectionneur de la Corée du Sud. Soumis à une énorme pression de la part des médias sud-coréens qui s'attendent à des résultats du même niveau que ceux obtenus lors de la Coupe du monde 2002 (1/2 finale), il quitte ses fonctions après 15 matchs dont le dernier face aux Maldives. Son bilan à la tête de la Corée du Sud est de seulement 2 défaites, avec un titre remporté en Coupe d'Asie de l'Est en 2003. Pour l'anecdote, fait historique, la Corée du Sud bat le Japon, pays hôte de la compétition.
Humberto se tourne ensuite vers une aventure en Arabie saoudite. Il s'engage avec le club d'Al Shabab Riyad, tout juste tenant du titre de champion d'Arabie Saoudite. Son parcours avec cette équipe est très mitigé : en effet, il se classe seulement quatrième du championnat, et ne remportera aucun trophée avec ce club. Il participe à la Ligue des champions de l'AFC qui se révèle également être un échec, son équipe ne parvenant pas à dépasser la phase de groupes. 
La suite de sa carrière de sélectionneur reprend, peu après son aventure arabique. Ainsi il est désigné sélectionneur de la Tunisie, équipe pour laquelle il prend ses fonctions le 1er juillet 2008. Il succède à Roger Lemerre. Il parvient le 6 septembre 2009, à la suite de son match nul face au Nigeria (2-2) à qualifier son équipe pour la CAN 2010 en Angola. Cependant à la suite de sa défaite le 14 novembre 2009 face au Mozambique (première défaite dans un match officiel depuis juillet 2008), l'équipe se voit éliminée des qualifications pour la Coupe du monde 2010. Quatre jours plus tard, tout le staff technique (y compris le sélectionneur) est limogé à la suite d'une décision du ministère de la jeunesse, des sports et de l'éducation physique. En quinze matches, la Tunisie n'aura connu que trois défaites (dont uniquement une seule officielle), mais sept matches se seront soldés par un score nul, ce qui constitue un des bilans les plus faibles qu'ait connu l'équipe nationale tunisienne.

## Statistiques

### Joueur
| Saison                | Club                            | Championnat           | Championnat | Championnat | Coupe(s) nationale(s) | Coupe(s) nationale(s) | Supercoupe | Supercoupe | Compétition(s) continentale(s) | Compétition(s) continentale(s) | Compétition(s) continentale(s) | Sélection | Sélection | Sélection | Total | Total |
| Saison                | Club                            | Division              | M.          | B.          | M.                    | B.                    | M.         | B.         | Comp.                          | M.                             | B.                             | Équipe    | M.        | B.        | M.    | B.    |
| 1968-1969             | Benfica Lisbonne                | 1                     | 26          | 0           | -                     | -                     | -          | -          | C1                             | -                              | -                              | Portugal  | 1         | 0         | 27    | 0     |
| 1969-1970             | Benfica Lisbonne                | 1                     | 25          | 0           | -                     | -                     | -          | -          | C1                             | -                              | -                              | Portugal  | 3         | 0         | 28    | 0     |
| 1970-1971             | Benfica Lisbonne                | 1                     | 25          | 3           | -                     | -                     | -          | -          | C2                             | -                              | -                              | Portugal  | 2         | 1         | 27    | 4     |
| 1971-1972             | Benfica Lisbonne                | 1                     | 25          | 0           | -                     | -                     | -          | -          | C1                             | -                              | -                              | Portugal  | 4         | 0         | 29    | 0     |
| 1972-1973             | Benfica Lisbonne                | 1                     | 27          | 7           | -                     | -                     | -          | -          | C1                             | -                              | -                              | Portugal  | 10        | 3         | 37    | 10    |
| 1973-1974             | Benfica Lisbonne                | 1                     | 30          | 0           | -                     | -                     | -          | -          | C1                             | -                              | -                              | Portugal  | 4         | 0         | 34    | 0     |
| 1974-1975             | Benfica Lisbonne                | 1                     | 30          | 8           | -                     | -                     | -          | -          | C2                             | -                              | -                              | Portugal  | 3         | 0         | 33    | 8     |
| Sous-total            | Sous-total                      | Sous-total            | 188         | 18          | -                     | -                     | -          | -          | -                              | -                              | -                              | -         | 27        | 4         | 215   | 22    |
| 1975-1976             | Paris SG                        | 1                     | 33          | 6           | 6                     | 1                     | -          | -          | -                              | -                              | -                              | Portugal  | 6         | 0         | 45    | 7     |
| 1976-1977             | Paris SG                        | 1                     | 9           | 1           | 0                     | 0                     | -          | -          | -                              | -                              | -                              | Portugal  | 2         | 0         | 11    | 1     |
| Sous-total            | Sous-total                      | Sous-total            | 42          | 7           | 6                     | 1                     | -          | -          | -                              | -                              | -                              | -         | 8         | 0         | 56    | 8     |
| 1977                  | → Las Vegas Quicksilvers (prêt) | 1                     | 22          | 3           | -                     | -                     | -          | -          | -                              | -                              | -                              | -         | -         | -         | 22    | 3     |
| Sous-total            | Sous-total                      | Sous-total            | 22          | 3           | -                     | -                     | -          | -          | -                              | -                              | -                              | -         | -         | -         | 22    | 3     |
| 1977-1978             | Benfica Lisbonne                | 1                     | 29          | 2           | -                     | -                     | -          | -          | C1                             | -                              | -                              | Portugal  | 3         | 0         | 32    | 2     |
| 1978-1979             | Benfica Lisbonne                | 1                     | 29          | 7           | -                     | -                     | -          | -          | C3                             | -                              | -                              | Portugal  | 5         | 0         | 34    | 7     |
| 1979-1980             | Benfica Lisbonne                | 1                     | 30          | 7           | -                     | -                     | 1          | 0          | C3                             | -                              | -                              | Portugal  | 5         | 0         | 36    | 7     |
| 1980-1981             | Benfica Lisbonne                | 1                     | 22          | 4           | -                     | -                     | 1          | 0          | C2                             | -                              | -                              | Portugal  | 2         | 2         | 25    | 6     |
| 1981-1982             | Benfica Lisbonne                | 1                     | 26          | 5           | -                     | -                     | -          | -          | C1                             | -                              | -                              | Portugal  | 5         | 0         | 31    | 5     |
| 1982-1983             | Benfica Lisbonne                | 1                     | 29          | 6           | -                     | -                     | 0          | 0          | C3                             | -                              | -                              | Portugal  | 6         | 0         | 35    | 6     |
| 1983-1984             | Benfica Lisbonne                | 1                     | 2           | 1           | -                     | -                     | 0          | 0          | C1                             | -                              | -                              | Portugal  | 3         | 0         | 5     | 1     |
| 1984-1985             | Benfica Lisbonne                | 1                     | 0           | 0           | -                     | -                     | 0          | 0          | C1                             | 0                              | 0                              | -         | -         | -         | 0     | 0     |
| Sous-total            | Sous-total                      | Sous-total            | 167         | 32          | -                     | -                     | 2          | 0          | -                              | -                              | -                              | -         | 29        | 2         | 198   | 34    |
| Total sur la carrière | Total sur la carrière           | Total sur la carrière | 419         | 60          | -                     | -                     | 2          | 0          | -                              | -                              | -                              | -         | 64        | 6         | 485   | 66    |

### Entraîneur
| Résultats | Résultats       | Résultats            | Résultats | Résultats | Résultats | Résultats | Résultats      | Autres matches | Autres matches | Autres matches | Autres matches | Total       | Total   | Total      |
| Saison    | Club            | Pays                 | Place     | Victoires | Nuls      | Défaites  | Titres         | Victoires      | Nuls           | Défaites       | Titres         | % Victoires | % Nuls  | % Défaites |
| --------- | --------------- | -------------------- | --------- | --------- | --------- | --------- | -------------- | -------------- | -------------- | -------------- | -------------- | ----------- | ------- | ---------- |
| 1985-1986 | Salgueiros      | I Divisão            | 11e       | 9         | 7         | 14        | –              | 0              | 1              | 1              | –              | 28,12 %     | 25,00 % | 46,87 %    |
| 1986-1987 | Sporting Braga  | I Divisão            | –         | 5         | 2         | 11        | –              | 1              | 1              | 1              | –              | 28,57 %     | 14,28 % | 57,14 %    |
| 1998      | Portugal        | Sélection nationale  | –         | 6         | 0         | 1         | –              | –              | –              | –              | –              | 85,71 %     | 0 %     | 14,28 %    |
| 1999      | Portugal        | Sélection nationale  | –         | 6         | 3         | 0         | Qualif. Euro   | –              | –              | –              | –              | 66,66 %     | 33,33 % | 0 %        |
| 2000      | Portugal        | Sélection nationale  | –         | 6         | 1         | 2         | –              | –              | –              | –              | –              | 66,66 %     | 11,11 % | 22,22 %    |
| 2000      | Maroc           | Sélection nationale  | –         | 1         | 1         | 3         | –              | –              | –              | –              | –              | 20 %        | 20 %    | 60 %       |
| 2001      | Maroc           | Sélection nationale  | –         | 7         | 6         | 4         | Qualif CAN     | –              | –              | –              | –              | 41,17 %     | 35,29 % | 23,52 %    |
| 2002      | Maroc           | Sélection nationale  | –         | 3         | 1         | 1         | –              | –              | –              | –              | –              | 60 %        | 20 %    | 20 %       |
| 2003      | Corée du Sud    | Sélection nationale  | –         | 7         | 2         | 6         | Coupe Asie Est | –              | –              | –              | –              | 46,66 %     | 13,33 % | 40 %       |
| 2004      | Corée du Sud    | Sélection nationale  | –         | 2         | 1         | 0         | –              | –              | –              | –              | –              | 66,67 %     | 33,33 % | 0 %        |
| 2006-2007 | Al Shabab Riyad | Saudi Premier League | 4e        | 14        | 2         | 6         | –              | 4              | 1              | 3              | –              | 60 %        | 10 %    | 30 %       |
| 2008      | Tunisie         | Sélection nationale  | –         | 4         | 3         | 1         | –              | –              | –              | –              | –              | 50 %        | 37,5 %  | 12,5 %     |
| 2009      | Tunisie         | Sélection nationale  | –         | 4         | 4         | 2         | –              | –              | –              | –              | –              | 40 %        | 40 %    | 20 %       |
| Total     | Total           | Total                | Total     | 74        | 33        | 51        | 1              | 5              | 3              | 5              | –              | 46,19 %     | 21,05 % | 32,74 %    |

- Autres matchs : sont considérées comme des compétitions officielles des matchs non-championnat (coupe nationale, coupe de la ligue, coupes continentales, matchs de play-offs, supercoupe.. etc). Compétitions non acceptée : compétitions non officielles (matchs amicaux, trophée de pré-saison)

### Sélections
| Sélections | Date              | Stade                                       | Adversaire           | Résultat | Minutes          | Compétition                                              | Buts |
| ---------- | ----------------- | ------------------------------------------- | -------------------- | -------- | ---------------- | -------------------------------------------------------- | ---- |
| 1          | 27 octobre 1968   | Estádio Nacional do Jamor, Oeiras           | Roumanie             | 3 – 0    | 56e              | Tours préliminaires à la Coupe du monde de 1970          | –    |
| 2          | 16 avril 1969     | Estádio José Alvalade, Lisbonne             | Suisse               | 0 – 2    | 90 min           | Tours préliminaires à la Coupe du monde de 1970          | –    |
| 3          | 12 octobre 1969   | Stadionul 23 August, Bucarest               | Roumanie             | 1 – 0    | 90 min           | Tours préliminaires à la Coupe du monde de 1970          | –    |
| 4          | 2 novembre 1969   | Wankdorfstadion, Berne                      | Suisse               | 1 – 1    | 90 min           | Tours préliminaires à la Coupe du monde de 1970          | –    |
| 5          | 10 mai 1970       | Estádio Nacional do Jamor, Oeiras           | Italie               | 1 – 2    | 85e 90 min       | Match amical                                             | 1    |
| 6          | 14 octobre 1970   | Idrætsparken, Copenhague                    | Danemark             | 0 – 1    | 90 min           | Éliminatoires du championnat d'Europe de 1972            | –    |
| 7          | 17 février 1971   | Stade Émile Versé, Bruxelles                | Belgique             | 3 – 0    | 90 min           | Éliminatoires du championnat d'Europe de 1972            | –    |
| 8          | 21 avril 1971     | Estádio da Luz, Lisbonne                    | Écosse               | 2 – 0    | 90 min           | Éliminatoires du championnat d'Europe de 1972            | –    |
| 9          | 12 mai 1971       | Estádio das Antas, Porto                    | Danemark             | 5 – 0    | 90 min           | Éliminatoires du championnat d'Europe de 1972            | –    |
| 10         | 21 novembre 1971  | Estádio da Luz, Lisbonne                    | Belgique             | 1 – 1    | 90 min           | Éliminatoires du championnat d'Europe de 1972            | –    |
| 11         | 29 mars 1972      | Estádio da Luz, Lisbonne                    | Chypre               | 4 – 0    | 7e 90 min        | Tours préliminaires à la Coupe du monde de football 1974 | 2    |
| 12         | 10 mai 1972       | GSP Stadium, Nicosie                        | Chypre               | 0 – 1    | 90 min           | Tours préliminaires à la Coupe du monde de football 1974 | –    |
| 13         | 11 juin 1972      | Machadão, Natal                             | Équateur             | 0 – 3    | 90 min           | Coupe de l'Indépendance du Brésil                        | –    |
| 14         | 14 juin 1972      | Estádio do Arruda, Recife                   | Iran                 | 0 – 3    | 72e 90 min       | Coupe de l'Indépendance du Brésil                        | 3    |
| 15         | 18 juin 1972      | Estádio do Arruda, Recife                   | Chili                | 1 – 4    | 14e 90 min       | Coupe de l'Indépendance du Brésil                        | 4    |
| 16         | 25 juin 1972      | Estádio do Arruda, Recife                   | Irlande              | 2 – 1    | 90 min           | Coupe de l'Indépendance du Brésil                        | –    |
| 17         | 29 juin 1972      | Maracanã, Rio de Janeiro                    | Argentine            | 1 – 3    | 90 min           | Coupe de l'Indépendance du Brésil                        | –    |
| 18         | 2 juillet 1972    | Maracanã, Rio de Janeiro                    | Uruguay              | 1 – 1    | 90 min           | Coupe de l'Indépendance du Brésil                        | –    |
| 19         | 6 juillet 1972    | Mineirão, Belo Horizonte                    | URSS                 | 1 – 0    | 90 min           | Coupe de l'Indépendance du Brésil                        | –    |
| 20         | 9 juillet 1972    | Maracanã, Rio de Janeiro                    | Brésil               | 1 – 0    | 90 min           | Coupe de l'Indépendance du Brésil                        | –    |
| 21         | 3 mars 1973       | Parc des Princes, Paris                     | France               | 1 – 2    | 10e              | Match amical                                             | –    |
| 22         | 2 mai 1973        | Stade national Vassil Levski, Sofia         | Bulgarie             | 2 – 1    | 90 min           | Tours préliminaires à la Coupe du monde de football 1974 | –    |
| 23         | 13 octobre 1973   | Estádio da Luz, Lisbonne                    | Bulgarie             | 2 – 2    | 90 min           | Tours préliminaires à la Coupe du monde de football 1974 | –    |
| 24         | 14 novembre 1973  | Estádio José Alvalade, Lisbonne             | Irlande du Nord      | 1 – 1    | 90 min           | Tours préliminaires à la Coupe du monde de football 1974 | –    |
| 25         | 3 avril 1974      | Estádio da Luz, Lisbonne                    | Angleterre           | 0 – 0    | 90 min           | Match amical                                             | –    |
| 26         | 13 novembre 1974  | Wankdorf-Stadion, Berne                     | Suisse               | 3 – 0    | 90 min           | Match amical                                             | –    |
| 27         | 20 novembre 1974  | Wembley Stadium, Londres                    | Angleterre           | 0 – 0    | 90 min           | Éliminatoires du championnat d'Europe de 1976            | –    |
| 28         | 9 mars 1975       | Estádio Serra-Dourada, Goiânia              | Goiás                | 2 – 1    | 90 min           | Match amical                                             | –    |
| 29         | 26 avril 1975     | Stade olympique Yves-du-Manoir, Colombes    | France               | 0 – 2    | 90 min           | Match amical                                             | –    |
| 30         | 30 avril 1975     | Letná Stadion, Prague                       | Tchécoslovaquie      | 5 – 0    | 90 min           | Éliminatoires du championnat d'Europe de 1976            | –    |
| 31         | 13 mai 1975       | Hampden Park, Glasgow                       | Écosse               | 1 – 0    | 90 min           | Match amical                                             | –    |
| 32         | 8 juin 1975       | Tsirion Athletic Center Stadium, Limassol   | Chypre               | 0 – 2    | 90 min           | Éliminatoires du championnat d'Europe de 1976            | –    |
| 33         | 12 novembre 1975  | Estádio das Antas, Porto                    | Tchécoslovaquie      | 1 – 1    | 90 min           | Éliminatoires du championnat d'Europe de 1976            | –    |
| 34         | 17 novembre 1976  | Estádio da Luz, Lisbonne                    | Danemark             | 1 – 0    | 45e              | Tours préliminaires à la Coupe du monde de 1978          | –    |
| 35         | 22 décembre 1976  | Estádio José Alvalade, Lisbonne             | Italie               | 2 – 1    | 90 min           | Match amical                                             | –    |
| 36         | 9 octobre 1977    | Idrætsparken, Copenhague                    | Danemark             | 2 – 4    | 90 min           | Tours préliminaires à la Coupe du monde de 1978          | –    |
| 37         | 29 octobre 1977   | Stadion Śląski, Chorzów                     | Pologne              | 1 – 1    | 90 min           | Tours préliminaires à la Coupe du monde de 1978          | –    |
| 38         | 16 novembre 1977  | Estádio de São Luís, Faro                   | Chypre               | 4 – 0    | 90 min           | Tours préliminaires à la Coupe du monde de 1978          | –    |
| 39         | 8 mars 1978       | Parc des Princes, Paris                     | France               | 2 – 0    | 90 min           | Match amical                                             | –    |
| 40         | 20 septembre 1978 | Estádio do Bonfim, Setúbal                  | États-Unis           | 2 – 0    | 90 min           | Match amical                                             | –    |
| 41         | 11 octobre 1978   | Estádio José Alvalade, Lisbonne             | Belgique             | 1 – 1    | 90 min           | Éliminatoires du championnat d'Europe de 1980            | –    |
| 42         | 15 novembre 1978  | Praterstadion, Vienne                       | Autriche             | 1 – 2    | 90 min           | Éliminatoires du championnat d'Europe de 1980            | –    |
| 43         | 29 novembre 1978  | Estádio da Luz, Lisbonne                    | Écosse               | 1 – 0    | 90 min           | Éliminatoires du championnat d'Europe de 1980            | –    |
| 44         | 9 mai 1979        | Ullevaal Stadion, Oslo                      | Norvège              | 0 – 1    | 90 min           | Éliminatoires du championnat d'Europe de 1980            | –    |
| 45         | 26 septembre 1979 | Estadio de Balaídos, Vigo                   | Espagne              | 1 – 1    | 90 min           | Match amical                                             | –    |
| 46         | 17 octobre 1979   | Stade du Heysel, Bruxelles                  | Belgique             | 2 – 0    | 90 min           | Éliminatoires du championnat d'Europe de 1980            | –    |
| 47         | 1er novembre 1979 | Estádio Nacional do Jamor, Oeiras           | Norvège              | 3 – 1    | 90 min           | Éliminatoires du championnat d'Europe de 1980            | –    |
| 48         | 21 novembre 1979  | Estádio da Luz, Lisbonne                    | Autriche             | 1 – 2    | 90 min           | Éliminatoires du championnat d'Europe de 1980            | –    |
| 49         | 26 mars 1980      | Hampden Park, Glasgow                       | Écosse               | 4 – 1    | 90 min           | Éliminatoires du championnat d'Europe de 1980            | –    |
| 50         | 17 décembre 1980  | Estádio da Luz, Lisbonne                    | Israël               | 3 – 0    | 33e 58e 90 min   | Tours préliminaires à la Coupe du monde de 1982          | 6    |
| 51         | 15 avril 1981     | Estádio das Antas, Porto                    | Bulgarie             | 1 – 1    | 65e              | Match amical                                             | –    |
| 52         | 29 avril 1981     | Windsor Park, Belfast                       | Irlande du Nord      | 1 – 0    | 90 min           | Tours préliminaires à la Coupe du monde de 1982          | –    |
| 53         | 23 septembre 1981 | Estádio José Alvalade, Lisbonne             | Pologne              | 2 – 0    | 90 min           | Match amical                                             | –    |
| 54         | 14 octobre 1981   | Estádio da Luz, Lisbonne                    | Suède                | 1 – 2    | 90 min           | Tours préliminaires à la Coupe du monde de 1982          | –    |
| 55         | 28 octobre 1981   | Ramat Gan Stadium, Ramat Gan                | Israël               | 4 – 1    | 45e              | Tours préliminaires à la Coupe du monde de 1982          | –    |
| 56         | 20 janvier 1982   | Nea Filadelfia Stadium, Athènes             | Grèce                | 1 – 2    | 90 min           | Match amical                                             | –    |
| 57         | 17 février 1982   | Niedersachsenstadion, Hanovre               | Allemagne de l'Ouest | 3 – 1    | 26e (csc) 90 min | Match amical                                             | –    |
| 58         | 24 mars 1982      | Stadio comunale Cornaredo, Lugano           | Suisse               | 2 – 1    | 90 min           | Match amical                                             | –    |
| 59         | 5 mai 1982        | Castelão, São Luís                          | Brésil               | 3 – 1    | 90 min           | Match amical                                             | –    |
| 60         | 22 septembre 1982 | Olympiastadion, Helsinki                    | Finlande             | 0 – 2    | 90 min           | Éliminatoires du championnat d'Europe de 1984            | –    |
| 61         | 10 octobre 1982   | Estádio da Luz, Lisbonne                    | Pologne              | 2 – 1    | 90 min           | Éliminatoires du championnat d'Europe de 1984            | –    |
| 62         | 16 février 1983   | Estádio Municipal de Guimarães, Guimarães   | France               | 0 – 3    | 90 min           | Match amical                                             | –    |
| 63         | 13 avril 1983     | Estádio Municipal Sérgio Conceição, Coimbra | Hongrie              | 0 – 0    | 90 min           | Match amical                                             | –    |
| 64         | 27 avril 1983     | Stade Lénine, Moscou                        | URSS                 | 5 – 0    | 90 min           | Éliminatoires du championnat d'Europe de 1984            | –    |

## Palmarès

### Benfica
- Vainqueur du Championnat du Portugal : 8 fois — 1968-69, 1970-71, 1971-72, 1972-73, 1974-75, 1980–81, 1982-83, 1983–84
- Vainqueur de la Coupe du Portugal : 7 fois — 1968-69, 1969-70, 1971-72, 1979-80, 1980–81, 1982–83, 1984–85
- Vainqueur de la Supercoupe du Portugal : 1 fois — 1979
- Vainqueur de la Coupe Ibérique : 1 fois — 1983
- Vice-champion du Championnat du Portugal : 5 fois — 1969-70, 1973-74, 1977-78, 1978-79, 1981-82
- Finaliste de la Coupe du Portugal : 3 fois — 1970-71, 1973-74, 1974-75
- Finaliste du Trophée Ramón de Carranza : 1 fois — 1972
- Finaliste de la Supercoupe du Portugal : 1 fois — 1980
- Finaliste de la Coupe UEFA : 1 fois — 1982-83
- Élu Footballeur portugais de l'année : 1 fois — 1984

### Portugal
- Finaliste de la Coupe de l'Indépendance du Brésil : 1 fois — 1972

### Corée du Sud
- Vainqueur de la Coupe d'Asie de l'Est : 1 fois — 2003